# Sarit Hadad
Sarit Hadad (Hebreeuws: שרית חדד), geboren als Sarah Hodadetova (Hebreeuws: שרה חודדטוב), (Hadera, 20 september 1978) is een Israëlische zangeres.

## Levensloop
Hadad komt uit een muzikale familie. Toen ze nog maar acht jaar oud was trad ze al op als 'wonderkind' door op de piano klassieke muziek te spelen. Ze had echter haar ouders niet over deze optredens verteld, dus toen die dat ontdekten was het voorbij. In de tijd dat ze niet mocht optreden leerde ze zichzelf o.a. orgel, gitaar, accordeon en darbuka spelen. Ze werd bekend onder haar artiestennaam Sarit Hadad.
Toen Hadad vijftien was kwam ze bij de Hadera Youth Band. Dit was haar eerste stap in de richting van een solocarrière. Op haar zeventiende bracht ze haar eerste soloalbum uit. Sindsdien heeft ze vele soloalbums uitgebracht, waarin vele nummers die bovenaan in de Israëlische hitparade stonden. Hadad zingt vooral in het Hebreeuws, maar ook in het Engels, Arabisch, Turks, Frans, Bulgaars en Grieks.
De Israëlische staatsomroep IBA selecteerde haar om haar land te vertegenwoordigen op het Eurovisiesongfestival in 2002 met het lied Light a candle (Let's light a candle together). Het liedje bracht enige controverse teweeg omdat niet iedereen het gepast vond dat een Israëlische afgevaardigde een vredeslied zou zingen. Er gingen zelfs stemmen op om Israël te diskwalificeren. Omdat er op het Eurovisiesongfestival echter geen regel bestaat die over politieke situaties gaat mocht zij gewoon meedoen en werd vervolgens twaalfde. Het was de enige keer dat Hadad op sjabbat heeft opgetreden. Haar muziek valt onder het muziekgenre muzika mizrahit, ofwel 'oriëntaalse' muziek.
In 2007 liet Madonna in een interview weten fan van Hadad te zijn.

## Discografie
- 1995: Spark Of Life (ניצוץ החיים)

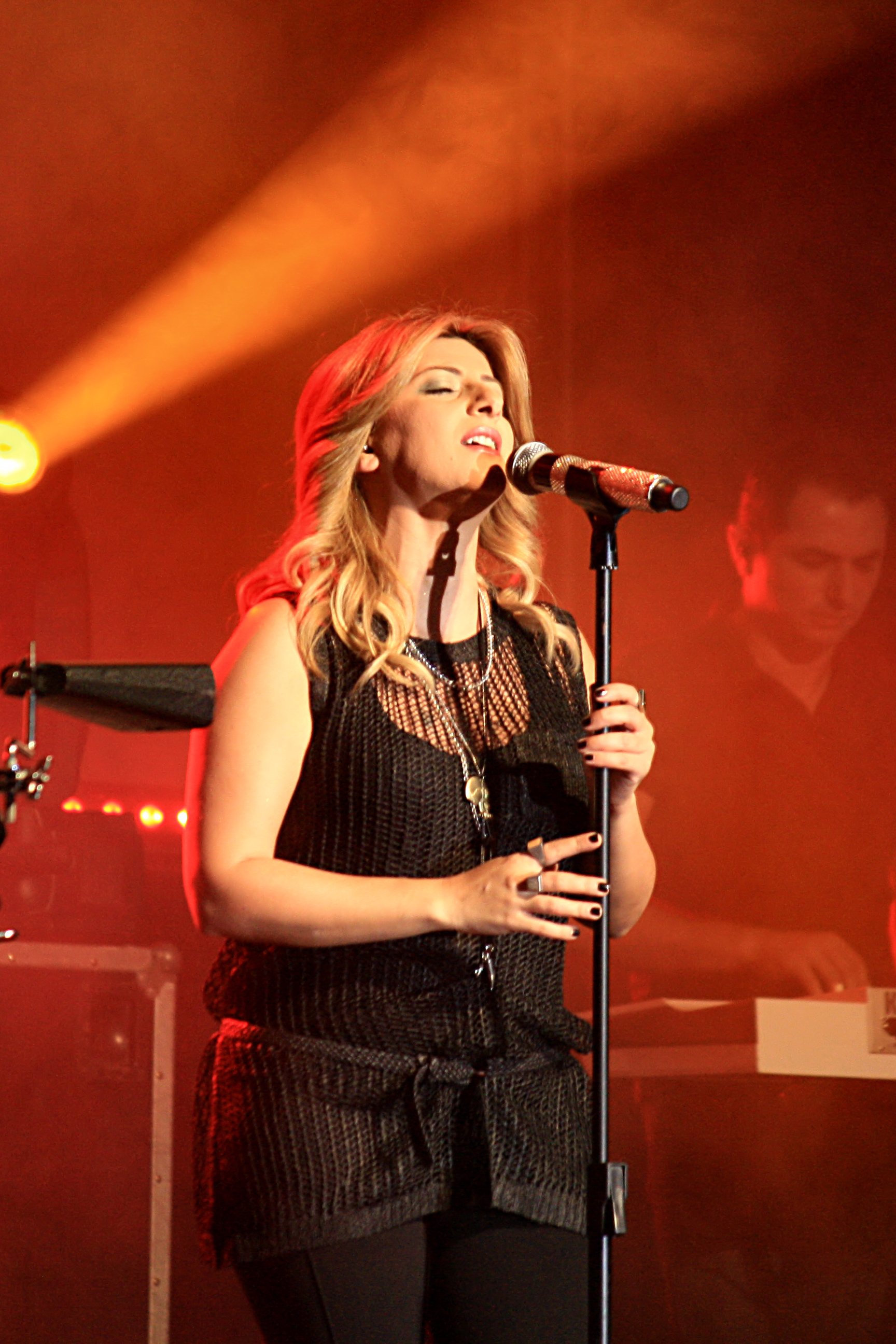
Sarit Hadad

- 1996: Live In France (הופעה חיה צרפת)
- 1997: The Road I Chose (הדרך שבחרתי)
- 1997: In Arabic (בערבית)
- 1998: Law Of Life (חוק החיים)
- 1999: Like Cinderella (כמו סינדרלה)
- 1999: Live in the Culture Palace (הופעה חיה בהיכל התרבות)
- 2000: Doing What I Want (לעשות מה שבא לי)
- 2001: Sweet Illusions (אשליות מתוקות)
- 2002: Child Of Love (ילדה של אהבה)
- 2003: Only Love Will Bring Love (רק אהבא תביא אהבה)
- 2004: Celebration (חגיגה)
- 2005: Miss Music (מיס מיוזיק)
- 2007: The One Who Guards Me (זה ששומר עליי)
- 2008: The Smooth Collection (האוסף השקט)
- 2008: The Beat Collection (האוסף הקצבי)
- 2009: The Race of The Life (מירוץ החיים)
- 2010: The Race of Life, Live at Caesarea 2009 (שרית חדד בקיסריה, מרוץ החיים 2009)
- 2011: 20
- 2013: Days of Joy – Part One ('ימים של שמחה – חלק א)
- 2015: Sarit Hadad (שרית חדד)
- 2017: Sarah Sings (שרה שרה)

### Albumnoteringen
| Year | Title                      | Chart                   | Position    |
| ---- | -------------------------- | ----------------------- | ----------- |
| 1999 | Like Cindarela             | Israeli Albums Top 20   | 1           |
| 1999 | Live in the Culture Palace | Israeli Albums Top 20   | 9           |
| 2000 | To Do What I Want          | Israeli Albums Top 20   | 3           |
| 2001 | Sweet Illusion             | Israeli Albums Top 20   | 1           |
| 2002 | *Child Of Love             | Israeli Albums Top 20   | 1           |
| 2003 | Only Love Will Bring Love  | Israeli Albums Top 20   | 2           |
| 2004 | Celebration                | Israeli Albums Top 20   | 1 (3 weeks) |
| 2004 | Celebration                | MusicaNeto store Top 30 | 1 (2 weeks) |
| 2005 | Miss Music                 | Israeli Albums Top 20   | 1           |
| 2005 | Miss Music                 | MusicaNeto store Top 30 | 8           |

## Videografie (dvd's)
- The Show (Like Cinderella)
- In the Temple (Doing What I want)
- In Caesaria (Sweet Illusions)
- Child of Love (In Caesarea)
- Only Love Will Bring Love (In Caesarea)
- Celebration (In Caesarea)